# 黃越
黃越（1653年—？年），字際飛，號退谷，江南江寧府上元縣人，習易經，會試二十五名，康熙己丑進士，欽點翰林院庶吉士。注《天玉經》，官編修。居京師時與方苞友善。歸里潛心宋儒之學。著有《退谷詩文集》。